# Nautia panamae
Nautia panamae är en insektsart som beskrevs av Marius Descamps 1978. Nautia panamae ingår i släktet Nautia och familjen Romaleidae. Inga underarter finns listade i Catalogue of Life.